# Schlacht von Hysiai (417/416 v. Chr.)
Die Schlacht von Hysiai fand 417/416 v. Chr. zwischen Sparta und Argos statt.
Nach der Niederlage in der Ersten Schlacht von Mantineia im Jahre 418 v. Chr. verjagten die Argiver die Sparta freundlich gesinnten Oligarchen. Diese flohen nach Phleius. Nun begann man mit dem Bau einer Mauer, die Argos mit dem Meer verbinden sollte ähnlich der Mauer des Themistokles in Athen.
Der spartanische König Agis II. sammelte ein Heer, erreichte Argos, bevor die Mauer fertiggestellt werden konnte, und zerstörte sie. Danach zog er gegen die Grenzfeste Hysiai, eroberte und zerstörte sie und ließ die freien Argiver hinrichten. Danach zog er sich wieder zurück. Als Gegenantwort zogen die Argiver gegen Phleius und verheerten das Land.